# Magdalena Fręch
Magdalena Fręch (Łódź, 15 de diciembre de 1997) es una tenista polaca. 
Hizo su debut en la gira de la WTA en el BNP Paribas Open de 2013 junto a Katozyna Pyka en dobles.
Fręch hizo su debut en el cuadro principal de Grand Slam en el Abierto de Australia 2018, llegó a través de la competencia clasificatoria. En la primera ronda, Magda perdió contra Carla Suárez Navarro en sets corridos.

## Títulos WTA (1; 1+0)

### Individual (1)
| Leyenda              |
| -------------------- |
| Grand Slam (0)       |
| Juegos Olímpicos (0) |
| WTA Finals (0)       |
| WTA 1000 (0)         |
| WTA 500 (1)          |
| WTA 250 (0)          |

| No. | Fecha                    | Torneo      | Superficie | Oponente en la final | Resultado   |
| 1.  | 15 de septiembre de 2024 | Guadalajara | Dura       | Olivia Gadecki       | 7-6(5), 6-4 |

#### Finalista (1)
| No. | Fecha               | Torneo | Superficie | Oponente en la final | Resultado |
| 1.  | 26 de julio de 2024 | Praga  | Dura       | Magda Linette        | 2-6, 1-6  |

## Títulos WTA 125s

### Individual (1)
| Fecha               | Torneo  | Superficie | Oponente       | Puntaje     |
| ------------------- | ------- | ---------- | -------------- | ----------- |
| 8 de agosto de 2021 | Concord | Dura       | Renata Zarazúa | 6-3, 7-6(4) |